# Bathyarca
Bathyarca ist eine Muschel-Gattung aus der Familie der Archenmuscheln (Arcidae). Bathyarca ist die Typusgattung der Unterfamilie Bathyarcinae. Die älteste Art der Gattung Bathyarca stammt aus dem Eozän von Neuseeland.

## Merkmale
Die Gehäuse sind leicht ungleichklappig. die linke Klappe ist etwas größer als die rechte Klappe, die quasi in der linken Klappe sitzt. Sie sind im Umriss gerundet keilförmig bis länglich-eiförmig, die größte Höhe befindet sich im hinteren Teil des Gehäuses. Sie sind meist sehr klein bis klein. Die Länge der adulten Gehäuse reicht von etwa vier Millimetern bis (sehr selten) 15 Millimetern (bis 28 Millimeter: Bathyarca glacialis). Das Gehäuse ist nur geringfügig länger als hoch, selten auch etwas deutlicher länger als hoch (Bathyarca glacialis). Sie sind nicht aufgebläht, das heißt nicht besonders dick (beide Klappen betrachtet). Der hintere Gehäuseteil ist mehr oder weniger stark verlängert. Der niedrige Wirbel sitzt vor der Mitte bezogen auf die Gesamtdorsallänge, etwa ein Drittel bis ein Viertel vom Vorderrand entfernt. Der Dorsalrand ist bezogen auf die Gesamtlänge mehr oder weniger lang und gerade. Am hinteren Ende geht der Dorsalrand breit gerundet oder gewinkelt in den mäßig bis stark gewölbten Hinterrand über. Der vordere Dorsalrand ist eng gerundet bis gewinkelt und geht in den Vorderrand über. Hinter- und Vorderrand gehen ohne merkliche Änderung der Krümmung in den Ventralrand über. Die Einbuchtung für den Byssus ist wenig ausgeprägt. Der innere Gehäuserand der linken Klappe weist eine schwache Zähnelung auf, der Innenrand der rechten Klappe ist glatt.
Das Schloss ist taxodont, die Schlossplatte ist meist schmal und leicht gebogen. Die schwachen Zähnchen im vorderen Teil stehen schief, die Zähnchen im hinteren Teil sind meist schiefer als die vorderen Zähnchen bis annähernd parallel zum Dorsalrand angeordnet. Das Ligament ist immer sehr schmal, oft rhombisch, eiförmig oder deltoid (Drachenviereck).
Die weißliche durchscheinende Schale ist dünn und zerbrechlich. Die feine und schwache Ornamentierung besteht aus feinen radialen und dicht stehenden Linien, die meist etwas kräftiger sind als die feinen konzentrischen Anwachsstreifen. Die innere Gehäuserand ist bei der größeren, linken Klappe schwach gezähnelt, bei der kleineren rechten Klappe dagegen glatt.
Die Muskelansatzstellen sind nur undeutlich zu sehen. Von den zwei Schließmuskeln ist der vordere Schließmuskel geringfügig kleiner als der hintere Schließmuskel. Die Mantellinie ist ganzrandig ohne Einbuchtung.

### Ähnliche Gattungen
Bei Bentharca sind die hinteren Schlosszähne meist annähernd parallel zum Schlossrand angeordnet. Die Gehäuse sind meist deutlich länger als hoch. Die radialen Rippen sind wesentlich kräftiger ausgebildet.

## Geographische Verbreitung und Lebensraum
Die Arten der Gattung kommen weltweit im tieferen Wasser (ab ca. 200 Meter Wassertiefe) bis in über 5000 Meter Wassertiefe vor. Einige Arten steigen gelegentlich auch noch in etwas flacheres Wasser auf (bis ca. 50 Meter Wassertiefe).

## Taxonomie
Die erste Beschreibung des Taxon erfolgte 1891 durch Wilhelm Kobelt. Typusart ist Arca pectunculoides Sacchi, 1835. Das World Register of Marine Species weist der Gattung etwas über 30 Arten zu. Eine neuere Revision der Gattung gibt es nicht.
- Gattung Bathyarca Kobelt, 1891
  - Bathyarca adelaideana (Iredale, 1929)
  - Bathyarca anaclima (Melvill & Standen, 1907)
  - Bathyarca anomala Verrill & Bush, 1898
  - †Bathyarca bellatula Marwick, 1942 (Bortonian: entspricht oberes Lutetium/Bartonium)[Anmerkung 1]
  - Bathyarca coccus (Thiele & Jaeckel, 1931)
  - Bathyarca corpulenta (E. A. Smith, 1885)
  - †Bathyarca crenulifera (Marwick, 1931)
  - Bathyarca cuculliformis (Thiele & Jaeckel, 1931)
  - Bathyarca cybaea Hedley, 1906
  - Bathyarca frielei (Friele, 1877)
  - Bathyarca glacialis (Gray, 1824)
  - Bathyarca glomerula (Dall, 1881)
  - Bathyarca grandis (Leche, 1878)
  - †Bathyarca hendersoni Dall, 1898 (Pliozän)
  - Bathyarca imitata (E. A. Smith, 1885)
  - Bathyarca inaequisculpta (E. A. Smith, 1885)
  - Bathyarca japonica Habe, 1977
  - Bathyarca kyurokusimana (Nomura & Hatai, 1940)
  - Bathyarca nipponica Okutani, 1962
  - Bathyarca nucleator (Dall, 1908)
  - Bathyarca orbiculata (Dall, 1881)
  - Bathyarca orientalis (Thiele & Jaeckel, 1931)
  - †Bathyarca pectinata (Marwick, 1931)
  - Bathyarca pectunculoides (Scacchi, 1835)
  - Bathyarca perversidens Hedley, 1902
  - Bathyarca philippiana (Nyst, 1848)
  - Bathyarca pisum Dall, Bartsch & Rehder, 1938
  - Bathyarca polycyma (Dall, 1881)
  - †Bathyarca raridentata (S. V. Wood, 1840)
  - Bathyarca sibogai (Prashad, 1932)
  - Bathyarca sinuata Pelseneer, 1903
  - Bathyarca strebeli (Melvill & Standen, 1907)

Das World Register of Marine Species verzeichnet zwei Synonyme für die Gattung Bathyarca, Microcucullaea Iredale, 1929 und Thronacar Iredale, 1939. Markus Huber (2010) hält Microcucullaea Iredale, 1929 für unterscheidbar, zumindest auf Untergattungsebene.

## Belege

## Anmerkung
1. ↑  Diese Art gehört aufgrund der starken Berippung nicht zu Bathyarca, sondern zu Asperarca.